# ヴェーリア (アシェーア)
ヴェーリア地区は、イタリアのカンパーニア州サレルノ県アシェーアに属する、遺跡の残る地区である。ヴェーリアという地名は、古代都市エレア（Elea）のラテン語名ウェリア（Velia）にちなむ。この古代都市は、本来、マグナ・グラエキア時代に当たる紀元前538年から同535年頃にギリシャ人たちによって建造されたもので、当時はヒエレ（Hyele）といった。この町が有名なのは、哲学者パルメニデスやゼノンも含むエレア派の根拠地だったためである。
古代エレアのアクロポリスの遺跡はかつては岬にあったものの、現在は内陸にあり、中世にカステッランマーレ・デッラ・ブルカ（Castellammare della Bruca）と改称した。

## 歴史
ヘロドトスによれば、紀元前545年にペルシャ軍に攻囲されたイオニア人たちは、ポカイアから逃れた。8年から10年ほど海上を漂った後、彼らは現在のイタリア・カラブリア州に辿りついた。彼らはおそらく、当時メッシーナにいた哲学者クセノパネスの助力を仰ぎ、海岸沿いに北上し、ヒエレの町を建設した。後にエレ（Ele）と改称し、さらにエレアと呼ばれるようになった。この町の緯度は、ポカイアとほぼ同じであった (Cca. 1' 20" North)。
エレアはルカニア人たち（Lucanians）に征服されることはなかったが、結局は紀元前273年にローマに併合され、古代のルカニアに組み込まれた。

## 遺跡
門やいくつかの塔の痕跡の残る総延長約5 kmに及ぶ市壁の遺跡が現存している。それらは3つの異なる時代の産物だが、そのいずれにも地元で産出する結晶質の石灰岩が用いられている。より後の時代になるとレンガも用いられるようになるが、その形態はこの場所に特有のもので、片側に2つの直方体の溝が引かれ、面積約10 cm2、厚さ約10 cm である。それらはいずれもギリシャのレンガ印が捺してある。遺跡には貯水槽跡や建造物群の遺構なども残っている。

## 世界遺産
この遺跡を含む一帯は、チレントおよびヴァッロ・ディ・ディアーノ国立公園に指定されており、マグナ・グラエキア時代や中世に重要な地域として機能してきた歴史をとどめる優れた文化的景観として、1998年にユネスコの世界遺産に登録された。

### 登録基準
この世界遺産は世界遺産登録基準のうち、以下の条件を満たし、登録された（以下の基準は世界遺産センター公表の登録基準からの翻訳、引用である）。
- (3) 現存するまたは消滅した文化的伝統または文明の、唯一のまたは少なくとも稀な証拠。
- (4) 人類の歴史上重要な時代を例証する建築様式、建築物群、技術の集積または景観の優れた例。